# 卡捷琳尼夫卡 (切爾卡瑟州)
49°1′2″N 31°49′20″E / 49.01722°N 31.82222°E
卡泰里尼夫卡（烏克蘭語：Катеринівка）是位於烏克蘭中部的村莊，由切爾卡瑟州切爾卡瑟區的卡姆揚卡市鎮負責管轄。該村，始建於十七世紀，面積12平方公里，2007年人口520，人口密度每平方公里43.3人。